# Різдвяна казка (фільм)
«Різдвяна казка» (фр. Un conte de Noël) — кінофільм режисера Арно Деплешена, який вийшов на екрани у 2008 році.

## Зміст
Жюнона й Абель — літня подружня пара. На Різдво їхні діти повинні зібратися під дахом батьківського дому всі разом вперше за шість років. Старша дочка Елізабет приїжджає зі своєю замкнутою і нетовариською дитиною Полем. Анрі, паршива вівця в сімействі, привозить коханку. Молодший з синів Іван прибуває з відданою дружиною Сільвією і двома дітьми. Ще чекають на племінника Симона, сина померлого брата Жюнони. Але на порядку денному буде не тільки свято у теплому родинному колі. Для Жюнони, у якої виявили лейкемію, це Різдво може стати останнім. Елізабет і Анрі багато років терпіти не можуть одне одного, їм доведеться помиритися. У минулому Сільвії ховається якась зловісна таємниця, яку їй належить дізнатися.

## Ролі
| Актор             | Роль     |
| ----------------- | -------- |
| Катрін Денев      | Жюнона   |
| Жан-Поль Руссійон | Абель    |
| Анн Косіньї       | Езізабет |
| Матьє Амальрік    | Анрі     |
| Мельвіль Пупо     | Іван     |
| Еммануель Дево    | Фау́на    |
| Лорен Капеллуто   | Симон    |
| Кьяра Мастроянні  | Сільвія  |
| Іпполіт Жирардо   | Клод     |
| Еміль Берлінг     | Поль     |
| Франсуаза Бертен  | Розамі   |